# 마거릿 버크화이트
마거릿 버크화이트(영어: Margaret Bourke-White, 1904년 6월 14일 ~ 1971년 8월 27일)는 미국의 사진 기자이다. 제2차 세계 대전과 6.25 전쟁에서 종군 사진기자로 활약한 것으로 유명하다.

## 대중 문화
- 영화 장사리: 잊혀진 영웅들에서 메간 폭스가 연기한 "매기"라는 캐릭터는 실제로 한국 전쟁 당시 활동했던 미국의 여성 종군기자들인 마거리트 히긴스와 마거릿 버크화이트를 참고해서 만든 캐릭터이다.[1]

## 같이 보기
- 종군 기자
- 장사리: 잊혀진 영웅들